# Ledeburită
În metalurgia fierului și oțelului, ledeburita este  un eutectic, cu un conținut de 4,3 % C care apare atunci când anumite forme de fier topit se solidifică. Este un tip de structură metalografică în diagrama de fază Fe–C. Nu este un tip de oțel în care nivelul C este prea ridicat, iar prezența grafitului determina formarea de fontă cenușie în loc de fontă albă.
Ledeburita - notată cu Le este un compus mecanic format din cementită și austenită la temperatura de 1148 °C, are duritate foarte mare (duritate 700 pe scara Brinell), este feromagnetică și este casantă.
La microscop are un aspect zebrat sau punctiform.